# BV 04 Gelsenkirchen
BV 04 Gelsenkirchen was een Duitse voetbalclub uit Gelsenkirchen, Noordrijn-Westfalen.

## Geschiedenis
De club werd opgericht in 1904 en sloot zich aan bij de West-Duitse voetbalbond. De club ging in de Markse competitie spelen en promoveerde in 1907 naar de hoogste klasse. Na een laatste plaats in het eerste seizoen werd de club in 1908/09 tweede achter SuS Schalke 96. Het volgende seizoen werd de club met één punt voorsprong op Dortmunder FC 1895 kampioen en plaatste zich hierdoor voor de West-Duitse eindronde. Hier verloor de club meteen van BV Solingen 98. BV kon het succes niet doortrekken het volgende seizoenen eindigde slechts voorlaatste. Hierna fuseerde de club met TC Gelsenkirchen 1874, dat tot dan toe enkel in turnen actief was en nu ook het aanbod uitbreidde met balsporten.

## Erelijst
Kampioen Mark
1910